# Kambah
Kambah az ausztrál főváros, Canberra Tuggeranong kerületének legészakabbra fekvő elővárosa. A város közvetlenül délre helyezkedik el a Canberra Nature Parkhoz tartozó Mount Taylor hegytől. A város Greenway és Wanniassa külvárosoktól északra fekszik. Északról a Sulwood Drive, délkeletről az Athllon Drive határolja.

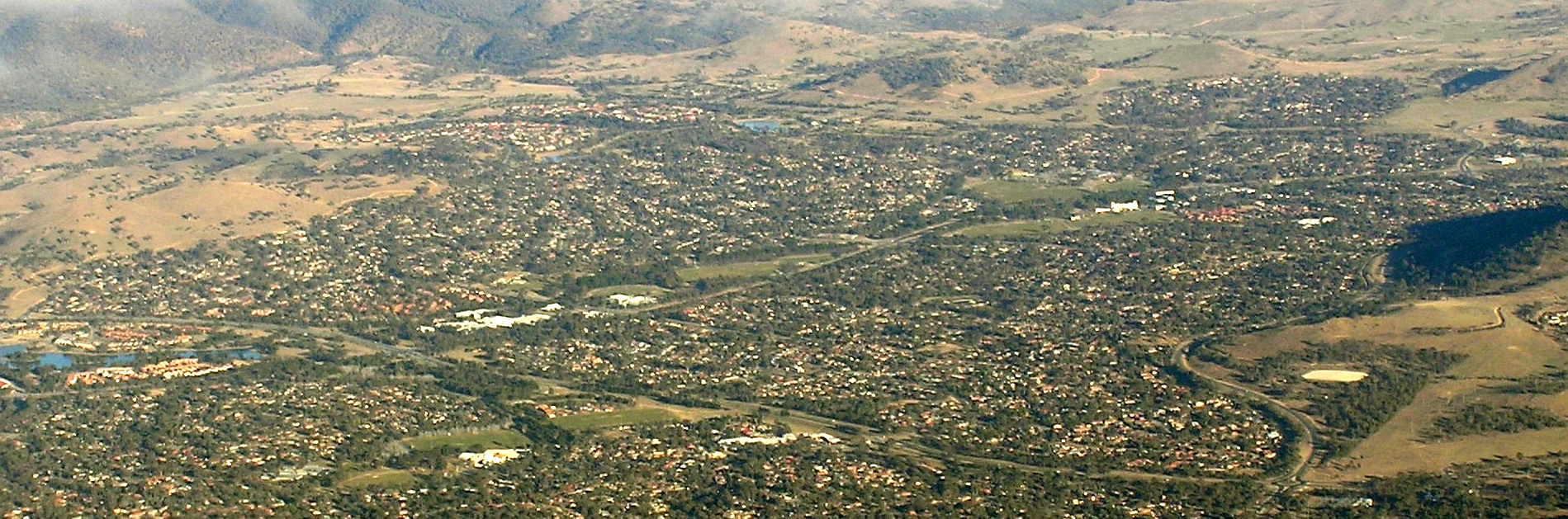
Légifelvétel keleti felől

Kambah alaprajzát tekintve nem kimondottan az a "szomszédság-filozófia" alapján tervezett külváros, mint Canberra egyéb elővárosai, hiszen 1130 hektárnyi területe a legnagyobb mind közül. A várost 1973. március 22-én alapították, első lakosai 1974-ben költöztek ide. Túlnyomórészt családi házas jellegű épületeket találunk itt. Ez volt Tuggeranong város vonzáskörzetében az első külváros. Eredetileg négy elkülönített külvárost szántak ide, de végül egy lett belőle.
A 2006-os népszámlálás alapján 15779 fő lakik itt.
Kambah város nevét Kambah-tanyáról kapta, amely Tuggeranong kerületben fekszik.  
Kambah város neve a Ngambri klántól ered, aki az európai telepesek megjelenése előtt ezen a földön éltek. Ugyanezt az elnevezést a fővárosra is használják.
A település utcái megtekinthetők a Google Street View (Utcakép) szolgáltatással.

## Fontosabb helyek

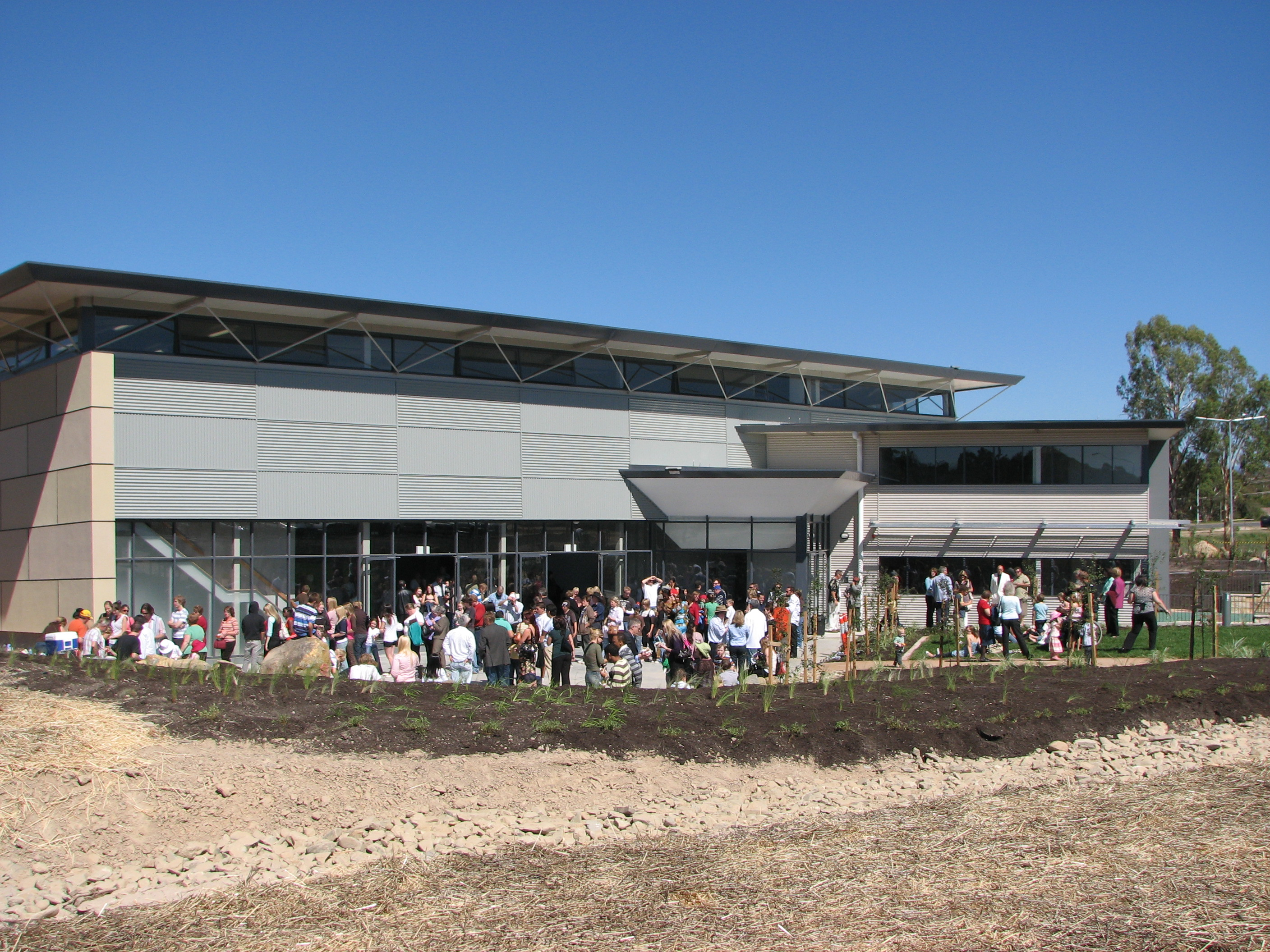
A Parkway átadása 2007. Április 7-én

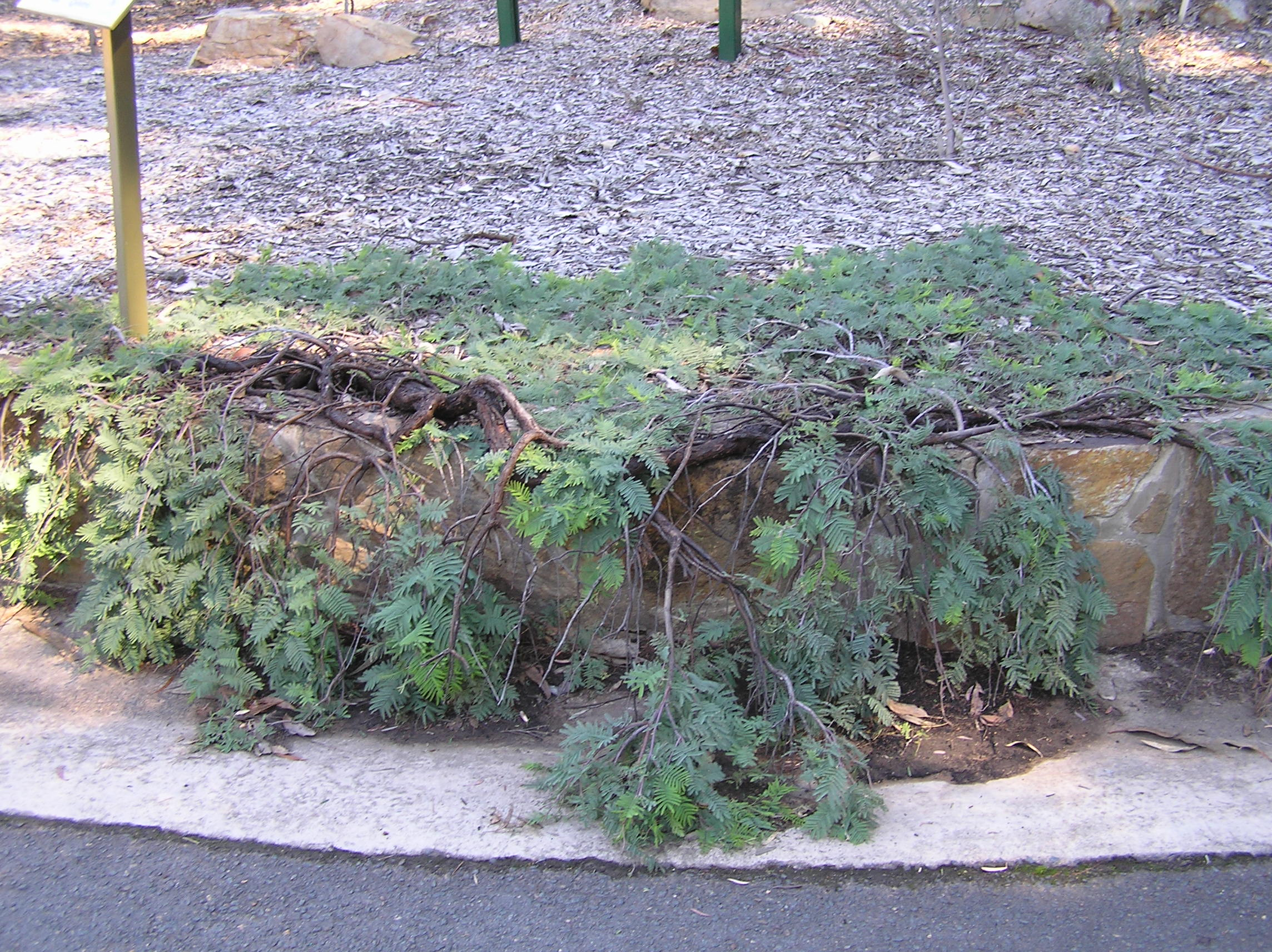
Kambah Karpet, egy őshonos növényfaj egy változata Acacia dealbata, melyet Kambah Village-ben fedeztek fel

A Murrumbidgee Country klub Kambahban található. A városban teniszpálya, lovaglási lehetőség, a Viking BMX Park, két cserkésztábor és a Kabah gyapjúfonó található.
Templomok
A városban több vallási felekezet templomai is fellelhetők, mint a Kambah. St. Stephen's Anglican Church, a St. Thomas Catholic Church, a Christian City Church és a Tuggeranong Baptist Church.
Oktatási intézmények
Eredetileg négy darab általános iskola volt a városban, melyek a Mount Neighbour Primary School, a Taylor Primary School, az Urambi Primary School és a Village Creek Primary School. Később megnyílt a St Thomas the Apostle Primary School. 
A városban a Kambah High School biztosítja a diákoknak a középiskolai oktatást.

## Földrajza

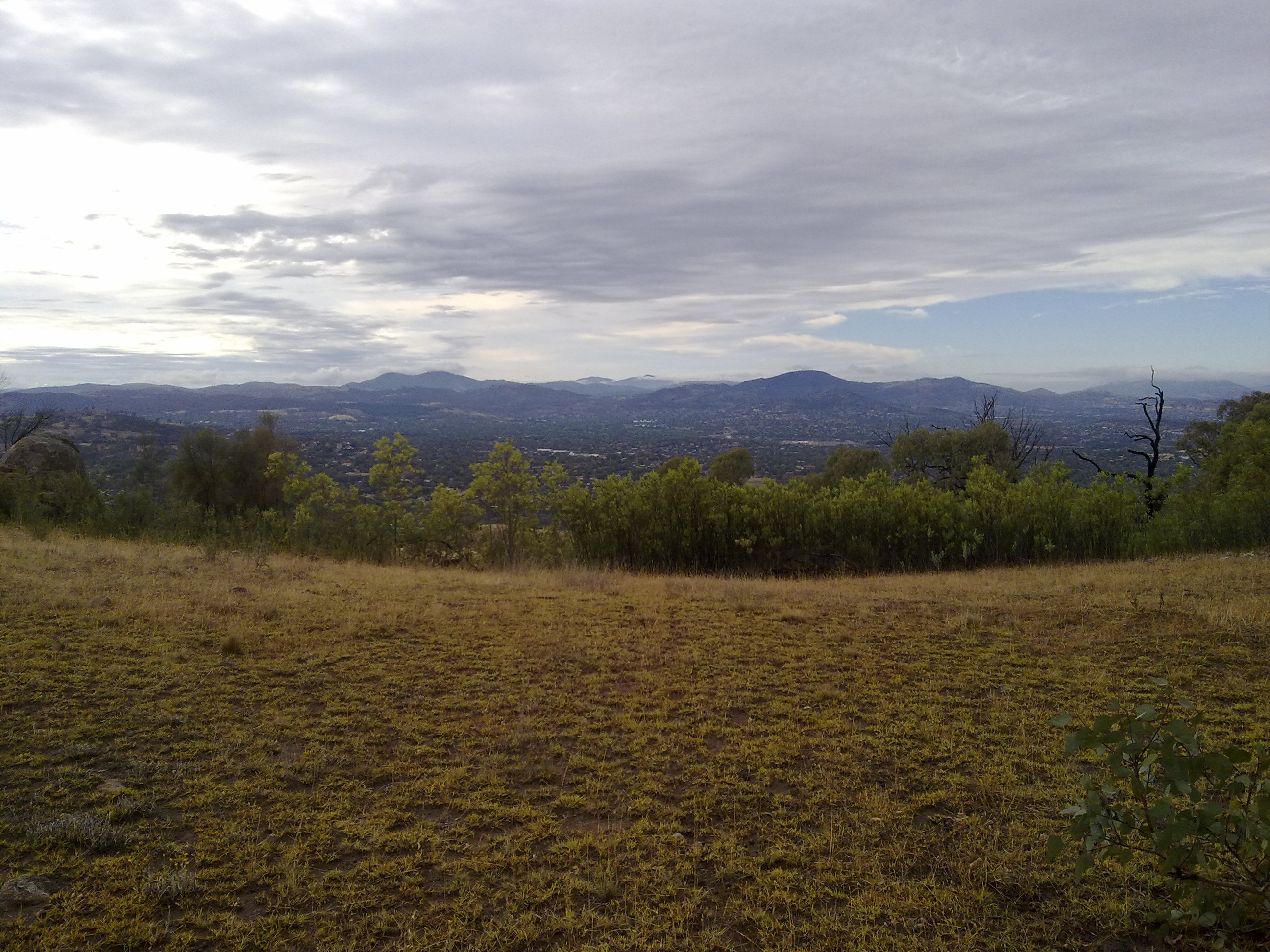
Kambah ahogyan a Mount Taylor felől látszik

Kambah területének nyugati részén folyik a környék legnagyobb folyója a Murrumbidgee-folyó. A várost a Mount Taylor, az Arawang Hill, a Mount Neighbour, a McQuoids Hill, a Forster Hill és az Urambi Hills hegyei veszik körül. Kambah nagy része a Village Creek völgyében fekszik, de az Allens Creek és a McQuoids Creek völgyébe is átnyúlik, amely már közel van a Murrumbidgee-folyóhoz. A Murrumbidgee-folyón kiváló fürdési lehetőséget kínál a Red Rocks völgyszoros és a Kambah-medence. A Kambah-medence az egyik legfőbb célpontja a dél-canberraiaknak, akik úszni, illetve horgászni szeretnek. A folyóban többféle hal, köztük pontyfélék és környékén pedig sok emlősállat lel menedéket a part menti bozótosokban.

## Fordítás
Ez a szócikk részben vagy egészben  a   Kambah, Australian Capital Territory című angol Wikipédia-szócikk ezen változatának fordításán alapul.  Az eredeti cikk szerkesztőit annak laptörténete sorolja fel. Ez a jelzés csupán a megfogalmazás eredetét és a szerzői jogokat jelzi, nem szolgál a cikkben szereplő információk forrásmegjelöléseként.